# Hans Dombois
Hans Adolf Dombois (* 15. Oktober 1907 in Berlin; † 24. Juni 1997 in Porta Westfalica) war ein evangelischer Jurist und Kirchenrechtler, der sich in rechtlich-theologischer Argumentation für die Grundlegung eines ökumenischen Kirchenrechts einsetzte.

## Leben
Dombois entstammte einer hugenottischen Familie und wurde 1907 in Berlin geboren, wo sein Vater Senatspräsident am Preußischen Oberverwaltungsgericht war.
Er wurde von Karl Bernhard Ritter am Deutschen Dom in Berlin konfirmiert und studierte Rechtswissenschaften. In Berlin engagierte er sich in der jugendbewegt-reformierten Verbindung Werwolf. Während seines Referendariats in Marburg erlebte er die Gründung der Evangelischen Michaelsbruderschaft. Dombois schloss sich 1933 der Bekennenden Kirche an und stand von 1936 bis 1952 als Staatsanwalt im Dienst der Justiz. Unterbrochen wurde diese Zeit durch den Zweiten Weltkrieg. Dombois wurde 1939 zur Artillerie eingezogen und kehrte 1947 aus der Kriegsgefangenschaft zurück. 1947 wurde er Mitglied der Evangelischen Michaelsbruderschaft, mit deren Gründer Karl Bernhard Ritter er schon seit seiner Konfirmandenzeit verbunden war. 1950 wurde er in Göttingen bei Rudolf Smend zum Dr. iur. promoviert. 1952 schied er aus dem Justizdienst aus und arbeitete als wissenschaftlicher Referent zunächst an der Evangelischen Forschungsakademie Christophorusstift in Hemer/Westfalen und ab 1958 an der Forschungsstätte der Evangelischen Studiengemeinschaft (FESt) in Heidelberg. Dombois leitete von 1950 bis 1961 die Arbeitsgruppe für politische Fragen des Deutschen Evangelischen Kirchentags, war Mitglied der Familienrechtskommission der Evangelischen Kirche in Deutschland (EKD) und von 1955 bis 1969 Vorsitzender der Strafrechtskommission der EKD. 1967 gründete er in Heidelberg die Kirchenrechtliche Arbeitsgemeinschaft, die sich jahrelang mit dem Entwurf einer „Lex Ecclesiae Fundamentalis“ für das katholische Kirchenrecht auseinandersetzte. Erst in der Schlussphase der Redaktion des Codex Iuris Canonici von 1983 wurden diese Überlegungen doch nicht aufgegriffen.
Dombois war Gründungsmitglied der Internationalen Gesellschaft für kanonisches Recht und aktives Mitglied der Gesellschaft für das Recht der Ostkirchen. Sein Schwager war Ernst Schwebel, mit welchem er zwischenzeitlich in Potsdam lebte und welcher ebenfalls aktiv in der Bekennenden Kirche war.
Für sein Werk wurde er 1970 von der Universität Heidelberg mit der Ehrendoktorwürde (Dr. theol. hc.), 1987 durch das Land Baden-Württemberg mit der Verleihung des Professorentitels e. h. und durch mehrere Festschriften geehrt.

## Schwerpunkte
Dombois konzentrierte sich in seiner wissenschaftlichen Arbeit nach dem Zweiten Weltkrieg auf Grundlagenfragen des Kirchenrechts. Neben Johannes Heckel (Lex Charitatis, 1953), Erik Wolf (Ordnung der Kirche, 1961) und Otto Friedrich (Einführung in das Kirchenrecht, 1961) wurde er zu einem Hauptvertreter der evangelischen Rechtstheologie. Ihr Ziel war die theologische Begründung des Kirchenrechts. In seinem dreibändigen Hauptwerk Das Recht der Gnade. Ökumenisches Kirchenrecht betrachtete er das Kirchenrecht über die konfessionellen Grenzen und die geschichtlichen Epochen hinweg und versuchte ein ökumenisches Kirchenrecht systematisch zu begründen. Er ging dabei von der Grundannahme aus, dass das Kirchenrecht seine Grundlage im gottesdienstlichen Handeln hat und damit letztlich als liturgisches Recht zu verstehen ist. Dabei konnte er auch auf Karl Barth verweisen, der in seiner Kirchlichen Dogmatik das Kirchenrecht ebenfalls als ius liturgicum begründet.

## Veröffentlichungen (Auswahl)
- Das Recht der Gnade. Ökumenisches Kirchenrecht. 3 Bde., I: 1961, (2. Auflage 1969), II: 1974, III: 1983, Luther-Verlag, Witten.
- Menschenrechte und moderner Staat. Origo-Verlag, Zürich 1948.
- Politische Gerichtsbarkeit. Der Irrweg der Entnazifizierung und die Frage des Verfassungsschutzes. Verlag Kirche und Mann, Gütersloh 1950.
- Naturrecht und christliche Existenz. Stauda-Verlag, Kassel 1952.
- Kodex und Konkordie. Fragen und Aufgaben ökumenischer Theologie. Evangelisches Verlagswerk, Stuttgart 1972.

Eine vollständige Bibliographie bei Silke Riese: Bibliographie Hans Dombois. In: Zeitschrift für evangelisches Kirchenrecht 32 (1987), S. 556–570.